# Out of Exile
Out of Exile — другий студійний альбом американської групи Audioslave, який був випущений 23 травня 2005 року.

## Композиції
1. Your Time Has Come — 4:15
2. Out of Exile — 4:51
3. Be Yourself — 4:39
4. Doesn't Remind Me — 4:15
5. Drown Me Slowly — 3:53
6. Heaven's Dead — 4:36
7. The Worm — 3:57
8. Man or Animal — 3:53
9. Yesterday to Tomorrow — 4:33
10. Dandelion — 4:38
11. #1 Zero — 4:59
12. The Curse — 5:09